# Михайлівський степ
Миха́йлівський степ — ландшафтний заказник місцевого значення в Україні.
Один з об'єктів природно-заповідного фонду Миколаївської області.

## Розташування
Заказник розташований у Новоодеському районі Миколаївської області, на землях запасу Михайлівської сільської ради, ПП «Арчар Тур», ДП «Миколаївське лісове господарство» та ін.

## Історія
Ландшафтний заказник місцевого значення «Михайлівський степ» був оголошений рішенням № 13 Миколаївської обласної ради народних депутатів від 14 серпня 1997 року.

## Загальна характеристика
Територія ландшафтного заказника місцевого значення «Михайлівський степ», загальною площею 1343,1 га являє собою одну з найбільших ділянок із типовою степовою рослинністю, яка добре збереглася у Правобережній Україні. Вона характеризується цілісною системою балок (Балка Велика Дівка та Кемлича) на лівобережній частині водозбору річки Південний Буг.

## Флора
Флору заказника складають рослинні формації ковил Лессінга, волосистої, української, шорсткої, Граффа, а також дуже рідкісні для Правобережної України угрупованні ковили з субдомінуванням катрану татарського.
Багато рослин, що ростуть в заказнику, належать до рідкісних і зникаючих видів, які занесені до Червоної книги України та Європейського червоного списку. Це такі рослини, як: голонасінник одеський, дрік скіфський, еремогоне головчасте, карагана скіфська, астрагал шерстистоквітковий. Багато видів рослин, які хоч і не є рідкісними, мають важливе значення для збереження природного біорізноманіття.

## Фауна
Фауна ландшафтного заказника «Михайлівській степ» є типовою для ділянок із природною степовою рослинністю, що збереглися у південній частині Правобережного степу України. В заказнику мешкають цінні види комах, занесені до Червоної книги України: дибка степова, красотіл пахучий, махаон, поліксена, прозерпіна, бражник південний молочайний, сколія-гігант, сколія степова, лярра анафемська, ксилокопа звичайна, джміль глинистий.

## Значення
Ландшафтний заказник «Михайлівський степ» має високе природоохоронне значення, яке відповідає статусу природного заповідника. Рекомендовано включити його до складу природного заповідника «Єланецький степ» з обов'язковим вилученням з господарського використання.